# Avenue de Sceaux
L'avenue de Sceaux est une voie de circulation de Versailles, en France.

## Situation et accès
L'avenue de Sceaux est l'une des trois voies qui rayonnent en éventail à partir de la place d'Armes, devant le château de Versailles, avec l'avenue de Paris et l'avenue de Saint-Cloud. L'avenue de Sceaux est la plus au sud des trois. Elle se dirige vers le sud-est pendant environ 700 m et se termine sur la place/le square des Francine.
Une partie de l'avenue est actuellement occupé par un parking aérien payant géré par la ville de Versailles. Celui-ci est très sollicité depuis la fermeture temporaire en 2015 du parking de la gare des Chantiers dans le cadre des travaux du pôle d'échange multimodal. Il existe également, sur toute la longueur de la voie, des espaces de stationnement en créneau ou en épi payant géré par horodateurs.

## Origine du nom
La voie se dirige vers la ville de Sceaux.

## Historique

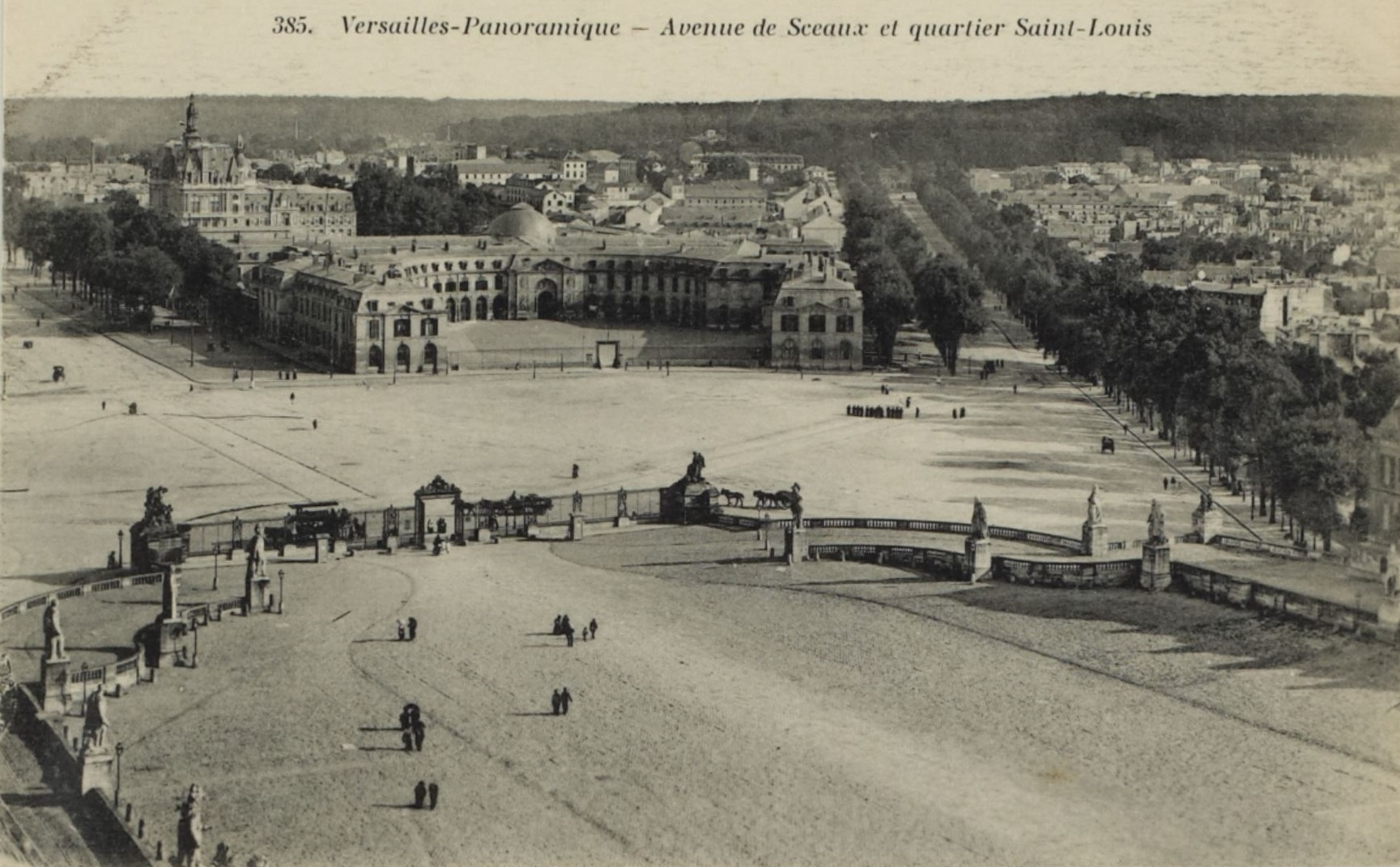
Vue panoramique sur l'avenue de Sceaux et le quartier Saint-Louis (carte postale du début XXe siècle).

Initialement il était prévu que l'avenue de Sceaux se prolonge en direction du sud-est, afin de pouvoir rejoindre le château de Fontainebleau en passant par la ville de Sceaux. Mais le projet avortera et finalement l'avenue en restera en l'état actuel et se terminera en un cul-de-sac. Le projet sera notamment contrarié par l'installation de deux immenses réservoirs sur les hauts du bois Saint Martin par l'ingénieur Gobert pour recevoir les eaux de l'aqueduc de Buc. Situés au bout de l'avenue, ils la ferment définitivement.

## Bâtiments remarquables et lieux de mémoire
L'avenue de Sceaux borde les édifices suivants :
- Petite Écurie[3] ;
- Cour des Senteurs ;
- le square des Francine, appelé aussi abreuvoir Louis XIV[4] ;
- nos 10 : hôtel de la Marine et des Galères[5] ;
- Jardin des étangs Gobert.